# Robert Schlapp
Robert Schlapp, auch Robin Schlapp (* 18. Juli 1899 in Edinburgh; † 31. Mai 1991 in Ashford, Kent) war ein britischer Physiker und Mathematiker, der auf dem Gebiet der mathematischen Physik arbeitete.

## Leben und Wirken
Er wurde als jüngstes Kind seiner aus Deutschland stammenden Eltern in Edinburgh geboren. Sein Vater Otto Schlapp war der erste Professor für Deutsch an der University of Edinburgh. Robin, wie er von allen genannt wurde, beendete 1917 die Schule während des Ersten Weltkriegs. Aufgrund seiner deutschen Herkunft hat er es in dieser Zeit schwer, er meldete sich daher für den Militärdienst und musste schwere körperliche Arbeit leisten. Nach Kriegsende studierte er an der University of Edinburgh, beendete das Studium mit dem Master-Grad und wechselte anschließend mit einem Stipendium an das St John’s College der University of Cambridge, wo er 1925 mit der mathematisch-physikalischen Arbeit Waves in a stratified media bei Joseph Larmor promoviert wurde. Anschließend wurde er Assistent und später Hochschullehrer an der University of Edinburgh.
In den Wahlperioden 1942 bis 1943 sowie 1943 bis 1944 war er Präsident der Edinburgh Mathematical Society. 1927 wurde er zum Mitglied der Royal Society of Edinburgh gewählt.
Nach 1940 veröffentlichte er nur wenige wissenschaftliche Aufsätze. Seine meistzitierten Arbeiten entstanden Anfang der 1930er Jahre in Zusammenarbeit mit William Penney. Gegenstand dieser Publikationen ist die Anwendung der Quantenmechanik auf spezielle Probleme der Festkörperphysik.

## Schriften (Auswahl)
- William G. Penney, Robert Schlapp: The Influence of Crystalline Fields on the Susceptibilities of Salts of Paramagnetic Ions. I. The Rare Earths, Especially Pr and Nd. In: Physical Review. Band 41, Nr. 2, 1932, S. 194–207, doi:10.1103/PhysRev.41.194.
- Robert Schlapp, William G. Penney: Influence of Crystalline Fields on the Susceptibilities of Salts of Paramagnetic Ions. II. The Iron Group, Especially Ni, Cr and Co. In: Physical Review. Band 42, Nr. 5, 1932, S. 666–686, doi:10.1103/PhysRev.42.666.